# Podróż apostolska Franciszka do Kanady
Podróż apostolska papieża Franciszka do Kanady odbyła się w dniach 24–30 lipca 2022. Przebiegała pod hasłem „Kroczyć razem”.
Informacja została ogłoszona 13 maja 2022 przez Biuro Prasowe Stolicy Apostolskiej oraz 3 czerwca 2022 w opublikowanym przez Stolice Apostolską w kalendarzu papieskich celebracji.
Papież określił tę podróż jako „pielgrzymkę pokutną” mającą na celu przyczynienie się do „procesu uzdrowienia i pojednania z rdzenną ludnością tego kraju”.  
Była to czwarta wizyta biskupa Rzymu w Kanadzie, wcześniej ten kraj odwiedził Jan Paweł II w 1984, 1987 i 2002.

## Program pielgrzymki[8]
900 - czas rzymski, zaś pozostałe to czas kanadyjski; Edmonton i Iqalui (+ 8 h różnicy)  zaś Quebec (+ 6 h różnicy)
- 24 lipca[9]

O 900 wylot samolotu z papieżem z lotniska Rzym/Fiumicino International Airport do Edmonton, zaś o 1120 przylot na międzynarodowe lotnisko w Edmonton i oficjalne powitanie na Międzynarodowym Lotnisku w Edmonton.
- 25 lipca[9]

O 1000 spotkanie papieża z rdzenną ludnością pierwszych narodów, Métis I Inuit w Maskwacis zaś o 1645 spotkanie z ludnością Indygońską i członkami wspólnoty parafialnej w kościele Najświętszego Serca w Edmonton.
- 26 lipca[9]

O 1015 msza Święta pod przewodnictwem papieża na stadionie Commonwealth w Edmonton zaś o 1700 papież brał udział w liturgii słowa w "Lac Ste. Anne".
- 27 lipca[9]

O 900 wylot samolotu z papieżem z międzynarodowego lotniska w Edmonton do Québecu. O 1505 przylot samolotu z papieżem na międzynarodowe lotnisko w Quebecu zaś o 1540 ceremonia powitalna w rezydencji gubernatora generalnego, "Citadelle de Québec po niej o 1600 wizyta kurtuazyjna papieża u gubernatora generalnego w "Citadelle de Québec". O 1620 spotkanie papieża z premierem Kanady Justinem Trudeau w "Cytadeli Quebecu zaś o 1645 spotkanie papieża z władzami cywilnymi, przedstawicielami ludności indyjskiej i organami dyplomatycznymi w "Citadelle de Québec".
- 28 lipca[9]

O 1000 papież odprawił msze świętą w Narodowym Sanktuarium Świętej Anny de Beaupré zaś o 1715 odbyło się spotkanie papieża z biskupami, diakonami, seminarzystami i pracownikami pastoralnymi w katedrze Notre Dame w Quebecu.
- 29 lipca[9]

O 900 prywatne spotkanie papieża z kanadyjskimi jezuitami w Arcybiskupstwie w Quebecu, zaś o 1045 papież spotkał się z delegacją Indyjczyków prezentujących się w "Québecu" w Arcybiskupstwie w Quebecu. O 1245 wylot samolotem z papieżem z międzynarodowego lotniska w Quebecu do Iqaluit gdzie o 1550 nastąpił przylot na lotnisko w Iqaluit. O 16:15 prywatne spotkanie z uczniami byłych szkół rezydencyjnych w szkole podstawowej w Iqaluit. O 1700 spotkanie papieża z młodzieżą i staszymi ludźmi na placu przy szkole podstawowej w Iqaluit. O 1815 odbyła się ceremonia pożegnalna papieża na lotnisku w Iqaluit zaś o 1845 nastąpił wylot samolotu z papieżem z lotniska Iqaluit do Rzymu.
- 30 lipca[9]

O 750 przylot na międzynarodowe lotnisko Rzym/Fiumicino.